# Villeneuve-les-Genêts
Villeneuve-les-Genêts är en kommun i departementet Yonne i regionen Bourgogne-Franche-Comté i norra Frankrike. Kommunen ligger i kantonen Bléneau som tillhör arrondissementet Auxerre. År 2022 hade Villeneuve-les-Genêts 308 invånare.

## Befolkningsutveckling
Antalet invånare i kommunen Villeneuve-les-Genêts
| Referens: INSEE |